# S Tennis Masters Challenger 2004
L'S Tennis Masters Challenger 2004 è stato un torneo di tennis facente parte della categoria ATP Challenger Series nell'ambito dell'ATP Challenger Series 2004. Il torneo si è giocato a Graz in Austria dal 9 al 14 agosto 2004 su campi in terra rossa.

## Vincitori

### Singolare
Jan Minar ha battuto in finale  Gilles Simon con il punteggio di 3–6, 6–3, 7–5

### Doppio
Julian Knowle /  Alexander Peya hanno battuto in finale  Emilio Benfele Álvarez /  Josh Goffi con il punteggio di 6–4, 6–2